# Glossario dei termini marinareschi (S-Z)
Questa lista è suscettibile di variazioni e potrebbe essere incompleta o non aggiornata.

Il glossario è utile per la comprensione del linguaggio della storia della navigazione, degli sport velici e della marineria in generale.

## S
(parte di antica nave da guerra) apertura (di norma quadrangolare) nel fianco della nave, anche munito di un coperchio (detto mantelletto) incernierato in alto (basculante).
il mantelletto poteva essere anche a due ante aprentisi in senso orizzontale e, nei vascelli più tardi, anche verticale. nella seconda metà del 700 in alcuni casi le batterie di coperta e dei casseri erano prive di mantelletti.
Sacchettosagola con un peso fissato ad una estremità. Viene lanciato a terra per passare quindi il cavo di ormeggio che viene legato all'altra estremità.
Sagolacima di piccolo diametro.
SagomaModello di un pezzo da costruire.
Salpancoreargano o verricello idoneo a salpare l'ancora.
Salpare- partire da terra verso il mare
- salpare l'ancora: recuperare l'ancora riportandola a bordo.
Sartiacavo (torticcio) teso fra la fiancata del vascello e un albero, sia alla cima, sia a metà altezza, che serve per rinforzare l'albero ed impedirgli di piegarsi o rompersi.
Sartiametutto il cordame di una nave, incluso quello usato per fissare gli alberi così come quello usato nelle operazioni di manovra di pennoni e vele. Questi due tipi sono differenziati rispettivamente come manovre fisse e manovre correnti.
Scadere
- dirigersi verso un punto diverso dalla direzione della prora (causato da scarroccio o deriva).
- sullo schermo del radar, quando un bersaglio si allontana dalla rotta di collisione, rimanendo indietro. Contrario di “guadagnare”.
Scafola struttura di un'imbarcazione alla quale è affidato il galleggiamento.
Scalandronegrossa passerella usata nelle navi per lo sbarco e l'imbarco.
ScalmoCiascuno dei pezzi, più o meno ricurvi, costituenti le coste delle navi.
Scalmi delle cubieSpecie di assoture a facce divergenti che sulle navi in legno vengono collocate come riempimento dei vuoti.
Scalmi dei forcaccimenali;
Scalmo di poppaciascuno dei pezzi collegati alla paratia dragante.
Scalmi dei quintiossatura della nave.
Scaloil piano inclinato su cui si costruisce la nave.
Scandaglioapparecchio per misurare la profondità del mare e per conoscere la natura del fondo.
Scarrocciomovimento dell'imbarcazione rispetto alla superficie del mare causato dal vento
Scassa- alloggiamento dove s'incastra il piede d'albero sulla struttura resistente dell'imbarcazione
- foro attraverso il quale l'albero passa all'interno dell'imbarcazione
Sciala zona di acqua perturbata che si forma dietro ad un'imbarcazione in movimento
Sciarevogare in senso inverso. "Voga e scia": vogare da un lato della barca a remi e sciare dall'altro, in modo da girare in uno spazio ristretto.
Scivolopiano inclinato in riva al mare che permette di far scivolare in acqua piccole imbarcazioni o gommoni trasportati su carrello.
Scopamarevela addizionale distesa lateralmente ai trevi (vele maggiori) usata sui velieri a vele quadre.
Scostareallontanarsi dalla banchina.
Scottamanovra corrente (cima) usata per regolare le vele.
Scudotavola di legno con cornice intagliata e con inciso il nome della nave, generalmente posizionata a poppa sotto le finestre della camera del consiglio o a prua in prossimità della polena.
Scuffiarecapovolgimento dell'imbarcazione a vela.
Segnalamenti marittimiil complesso dei segnali posti a terra o in mare per rendere più sicura e facile la navigazione. Comprendono fari, fanali, boe, eccetera.
Seggioviamanovra eseguita fra due navi militari, per trasportare personale fra di esse in mare aperto, durante la navigazione. Due squadre di marinai, su ogni nave, si coordinano e spostano una persona seduta su un seggiolino appeso ad una fune tenuta manualmente in tensione.
Segnale di dianasuonato contemporaneamente dai trombettieri in diverse parti della nave, per svegliare la gente ripetendo a intervalli il comando sveglia
Segnaventoindicatore del vento, spesso in cima all'albero o fissato alle sartie.
Sentinala parte più bassa di una nave o di una barca, dove si raccoglie qualunque acqua libera all'interno dell'imbarcazione.
Serie di Troubmetodo per determinare il punto nave tramite una serie di rilevamenti polari di uno stesso oggetto.
SerrettaNelle navi in legno, corso di fasciame interno applicato sulle ossature.
Sestantestrumento utilizzato per misurare l'angolo di elevazione di un oggetto celeste sopra l'orizzonte.
Sessola, sassolacucchiaia, attrezzo simile ad una paletta a manico corto e bordi rialzati, usato per aggottare.
Settore di visibilitàl'arco di orizzonte illuminato dal faro o dal fanale.
Sferiretogliere le vele, contrario di inferire.
Sgottaretogliere l'acqua raccolta dalla barca. Vedi anche aggottare.
il lato della nave che si trova a sinistra guardando verso prua.
Skeg(anche skegg o skag) estensione severa proravia alla pala a scopo di protezione e supporto mediante agugliotti e femminelle.
Skipperil capitano di una barca (o più raramente, di una nave).
Slittastruttura che permette alla nave di scivolare sullo scalo nella fase di  varo.
Smanigliarecontrario di ammanigliare.
Solcometrostrumento per misurare la velocità della nave. Detto anche log (nome inglese).
Sonaro anche Ecoscandaglio, è uno strumento usato per misurare la profondità del acqua sottostante lo scafo.
Sopraventoil lato da cui viene il vento rispetto all'asse longitudinale vela o una vela.
Sopravventoaltra forma di sopravento (v). In nautica è poco usato e si preferisce la forma sopravento.
Sorbona

Sottoventoil lato opposto al lato di sopravvento.
SovrastrutturaQualunque costruzione che poggiandosi sul ponte di coperta si eleva al di sopra di esso.
Spalaremettere le pale dei remi in posizione orizzontale quando sono emersi dall'acqua tra una palata e l'altra.
SpartoPianta detta giunco marino, usata per farne corde, musarole, panieri, sporte, ecc.
Specchio di poppala superficie esterna centrale della poppa.
Spectramateriale sintetico utilizzato per la realizzazione di cordami ad elevato carico di rottura (in proporzione alle dimensioni)(vedi anche dyneema).
Spedare l'ancorasvellere l'ancora dal fondo per poi salparla.
Spiegare le veleaprire le vele al vento
Spinnakervela, spesso colorata, di forma tondeggiante e usata soprattutto per le andature lasche. Detta anche fiocco a pallone.
Springcavo d'ormeggio che da prua dell'imbarcazione corre verso poppa sulla banchina, o che da poppa dell'imbarcazione corre verso prua sulla banchina, impedendo alla nave di avanzare o di retrocedere lungo la banchina stessa nell'ormeggio di fianco. È antagonista del cavo alla lunga e complementare al traversino.
Sputaredicesi del cavo se troppo intriso di catrame e gocciola.
SqueroScivolo ove si tirano in secco le barche per operazioni di manutenzione. Per estensione il piccolo cantiere ove si fanno le riparazioni.
Stagnatura
Stagnoche non lascia passare l'acqua.
Staysailvela rollabile posta tra il gennaker e la randa.
Staminalepezzo del prolungamento dei madieri, per formare le coste (scalmo, allungatore, forcamello).
Stazzaè la misura del volume di tutti gli spazi chiusi. L'unità di misura è la tonnellata di stazza. Si distingue una stazza lorda comprensiva di tutti i volumi interni della nave ed una stazza netta data dal totale dei volumi adibiti al trasporto del carico pagante.
Sticko prolunga, prolunga della barra del timone.
Stivavano interno della nave adibito alla sistemazione delle merci e delle provviste.
Striccosistema funicolare costituito da due bozzelli semplici, uno mobile e l'altro fisso.
Strallareavvicinare il tangone sorreggente lo spinnaker verso lo strallo di prua cazzando la scotta sopravento
Stralloun cavo (torticcio negli antichi vascelli a vela) posto anteriormente a un albero,dal colombiere al ponte o all'albero anteriore.
Durante le regate, spesso lo strallo si può regolare per ottenere una curvatura dell'albero che sia ideale per le condizioni di navigazione.
Strambare, strambatacambio improvviso e violento delle mure in un'andatura di poppa.  Nell'uso corrente assume anche il significato di abbattuta.
Straorzarevirata improvvisa del veliero causata da forte raffica di vento.
Strapoggiaprevalentemente sulle derive di classe Laser se si lasca troppo la scotta nelle andature di poppa la barca produce l'"effetto pendolo" che può portare alla scuffia sopravvento
Stroppobreve tratto di corda avvolta ad anello intorno ad un oggetto mobile per fissarlo ad un punto fermo.
Strozzascotteattrezzatura di coperta che serve a bloccare le scotte.
SvegliaOperazione con cui si inizia l'orario giornaliero a bordo.
Svignare l'ancorasalpare l'ancora.

## T
Taccataciascuno dei sostegni della chiglia di una nave in costruzione sullo scalo o in bacino di carenaggio.
Tagliamarela parte della prora che fende il mare avanzando.
Tambuccio (tambugio)protezione di un'apertura posizionata sulla coperta della barca;
Tangoneasta che serve a tenere l'angolo di una vela di prua, soprattutto il punto di mura dello spinnaker, ma anche l'angolo di scotta del fiocco o del genova (in questo caso è detto meglio buttafuori) a una certa distanza dall'albero.
Tarchianome proprio di un tipo di vela.
Tarozzoil gradino in legno della scala biscaglina.
Tartarugacontenitore in cui viene riposto lo spinnaker.
Tattico
Tela olonatela grezza di canapa usata un tempo per le vele, i sacchi e le brande dei marinai.
Tempestina o tormentinavelaccino da tempesta di prua, da inferire sullo strallo principale o, in caso di fiocco rullato, su strallo di trinchetta.
Tenderpiccola imbarcazione per scendere a terra quando non si è ormeggiati a riva.
Tenitoresi dice che un fondo è un buon tenitore quando offre una buona presa all'ancora.
Tenone
Teodolitestrumento ottico a cannocchiale per la misurazione degli angoli azimutali e zenitali, usato per rilievi geodetici e topografici.
Terzaroliciascuna delle porzioni di una vela che si può sottrarre all'azione del vento.
Terzarolomaniera di legare una vela per ridurne la superficie quando il vento rinforza.
Tesaretendere.
Tesabase
Nelle imbarcazioni a vela contemporanee, con armatura velica bermudiana o Marconi, il tesabase è una manovra corrente che collega la varea del boma alla bugna di scotta della randa, per poter tesare più o meno la base di quest'ultima accorciando o allungando la distanza in orizzontale tra la sua bugna di scotta e la sua bugna di mura. In tal modo viene regolata la quantità del grasso della parte bassa della randa e modificato il suo profilo. Normalmente, il tesabase verrà cazzato meno, e la randa resterà ingrassata, se la barca va alla poggia o se diminuisce il vento apparente; sarà invece cazzato di più, e la randa verrà smagrita, se l'imbarcazione va all'orza o se aumenta l'apparente.
Tientibene
passamano in cavo metallico o corda.
Timoneorgano direzionale manovrabile a mano mediante barra o ruota.
Timoniereaddetto alla manovra del timone.
Toldaponte superiore di una imbarcazione.
Tonneggiarespostarsi lungo la banchina tirandosi sui cavi (detti tonneggi).
TorelloPrimo corso di fasciame dopo la chiglia o la lamiera di chiglia. Indica anche in generale la zona.
Tormentinafiocco da tempesta.
Tornichettovedi arridatoio.
Torticcio (cavo)detto anche gherlino, cavo commesso in senso orario perché composto da tre cavi piani anziché da filacce: dotato per questa ragione di maggior robustezza, era usato per gomene delle ancore, stralli, sartie basse, drizze, grippie e in generale per tutte le manovre che necessitassero di particolare resistenza alla trazione o comunque per cavi di grande sezione (che necessariamente potevano essere ottenuti solo da 3 cavi piani).
TrapezioSistema utilizzato per consentire all'equipaggio di fornire una maggiore coppia raddrizzante. Attraverso un'imbragatura connessa ad un cavo d'acciaio vincolato all'albero o alla barca è possibile sporgere completamente il corpo fuori bordo, mantenendo una posizione parallela all'acqua.
Trappacimetta collegata alla banchina e al cavo di ormeggio a un corpo morto, di maggior diametro, utilizzata per recuperarlo dal fondo .
Traversino
1) Cavo d'ormeggio utilizzato per tenere la nave accostata alla banchina, e che corre perpendicolarmente a quest'ultima; è usato in concomitanza con lo spring ed i cavi alla lunga.
2) Manovra utilizzata per traversare un'ancora Ammiragliato, mettendola in posizione di riposo, agganciandosi al diamante della stessa; è utilizzato in concomitanza con il capone.
Traversovedi al traverso.
Trefolocomponente di base di una fune, formato da più fili ritorti. Più trefoli formano un legnolo, più legnoli formano la fune.
Triangolo di incertezzail triangolino formato dall'intersezione di tre semirette di rilevamento, all'interno del quale si trova il punto nave.
Lato destro della nave, guardando verso prua. Non è in uso nella marineria italiana in cui si usa il termine "dritta".
Trimaranoimbarcazione composta da tre scafi collegati tra loro.
Trimmerl'addetto alla regolazione delle vele.
Trincarinoelemento longitudinale di rinforzo posto alle estremità dei bagli; parte che collega la fiancata alla coperta.
Trinchettinapiccolo fiocco (tipo di vela) per venti molto forti o per andature portanti (vedi Staysail)
Trinchettonei velieri a due o più alberi è così chiamato l'albero di prora.
Trozzapunto di attacco del boma o del pennone all'albero, può essere fisso o mobile.
Tugasovrastruttura del ponte. Nelle navi le sovrastrutture si dividono in due categorie, si chiamano casseri se si estendono per tutta la larghezza della nave, e tughe quando non si estendono per tutta la larghezza della nave.
Tweaker
tipologia di barber hauler semplificato, che consta di una cima trasversale con un anello che guida la scotta del fiocco, la quale è poi passata a rimandi e bozzelli, un paranco di demoltiplica e un punto fisso su coperta o tuga. Normalmente il t. è duplice, cioè diviso in due rami con due scotte trasversali separate per dritta e sinistra.

## U
Unghiabordatura della patta
Uomo in mare!grido di avviso nel caso che una persona imbarcata cada in mare.

## V
Vangcaricabasso del boma. Vedi caricabasso.
Varare, Varol'operazione di scivolamento nell'acqua di una nave su uno scivolo o tramite gru, dopo la costruzione o la manutenzione. Per un'imbarcazione indica l'operazione di tirare in secco, su una spiaggia, su uno scivolo, o sollevare con una gru.
Vareaestremità delle attrezzature orizzontali come bomi, pennoni, ecc...
Velauna superficie di tela o di materiale sintetico, con una forma adatta alla propulsione, utilizzata per la spinta di una imbarcazione.
Vela che abboccache fa abboccare la nave
Vela accollata all'alberoaddossata all'albero avendo preso il vento in faccia
Vele addizionalii coltellacci e gli scopamari, detti, nel loro insieme Vele addizionali
Vela allentataCon le scotte non tesate
Vele altequelle situate al di sopra delle vele di maestra, di trinchetto e di mezzana
Vele anterioriquelle di prua
Vela antrinavela a tàrchia
Vela auricaRanda e Controranda. Altre varietà di vele auriche: Vele al terso, Vele quarte, Vele a tarchia
Vela a balestoneil nome dell'antenna
Vela in bandieravela, le cui scotte hanno ceduto, e che svolazzano in balia dei venti
Vele bassequelle di maestra, di trinchetto, e di mezzana
Vela di belandraquella che serviva di vela maestra alla belandra: trapezoidale, con il lato superiore unito o a pennone sospeso all'albero basso obliquamente all'orizzonte
Vela bermudianaVele delle golette bermudiane
Vele biancheVele utilizzate durante la risalita del vento. (Con riferimento alla usuale variopinta colorazione degli spinnaker)
Vela latinavela triangolare col lato obliquo in posizione anteriore e attaccato a un pennone. Il pennone è collegato all'albero, e l'angolo opposto della vela è riportato a una scotta. È una vela che classicamente si trova su barche di pescatori.
Vela di mezzana
Vela quadravela, per l'appunto, di forma quadrangolare usata soprattutto nei velieri classici. Consente di andare bene col vento, ma è meno efficace andando controvento
Vela di belvedere
Vela al terzo
Velaccinovela dell'albero di trinchetto sulle navi a vele quadre (anche detto pappafico).
Velacciovela dell'albero di trinchetto sulle navi a vele quadre.
Velatural'insieme delle vele di una nave
Vento apparentedirezione apparente del vento, dovuta all'insieme del vento reale e del vento dovuto all'avanzare della barca.
Vento in fil di ruotavento in poppa.
Verricellopiccolo argano ad asse verticale, azionato a mano o a motore, utilizzato per mettere in tensione le manovre correnti. Detto anche winch.
Verticchio (di sartia)cilindro di legno cavo legato a una sartia e atto a condurre una cima.
Viavedi Alla via.
Virare
- significa cambiare le "mure" facendo passare la prua per la direzione del vento. Cambiare le mure facendo passare la poppa per la direzione del vento vuol dire abbattere.
- elevare un carico tramite gru, verricello, ecc. Contrario di ammainare. Indicazioni tipiche al gruista: “vira!, ‘maina!”.
VogareManovrare i remi per fare avanzare un'imbarcazione:
Volante(aggettivo) in genere si riferisce ad equipaggiamento temporaneo. Nelle imbarcazioni da regata, la volante è una sartia aggiuntiva, che viene cazzata a rinforzo dell'albero contro la spinta del vento. In caso di virata di prua o di poppa, la volante deve essere lascata per consentire il movimento del boma e la manovra delle vele.

## W
Winchvedi verricello.

## Z
Zaffotappo tipicamente a vite che chiude un canale di svuotamento dell'acqua.
Zampa d'ocasistema di trazione dell'attrezzatura navale formato da due o tre brevi pezzi di cima partenti da punti lontani che si uniscono in un solo bando.
Zavorrapeso utilizzato per abbassare il baricentro del natante, al fine di dotarlo di una maggiore stabilità. Vedi anche ballast.
Zenitil punto della sfera celeste sopra la verticale di un osservatore. Diametralmente opposta al nadir.